# S. George Philander
Samuel George Harker Philander (né le 25 juillet 1942 à Caledon, Afrique du Sud) est un climatologue, connu pour ses travaux sur la circulation atmosphérique et les courants océaniques, en particulier El Niño. Il est professeur émérite Knox Taylor de géosciences à l'Université de Princeton.

## Éducation
Samuel George Phi,. Sur la base de ses examens de fin d'études secondaires en 1959, il est autorisé à suivre des cours à l'Université du Cap, mais il lui est toujours interdit de participer à des activités extrascolaires. En 1962, Philander obtient une licence en mathématiques appliquées et en physique de l'Université du Cap.
Philander reçoit une bourse Fulbright pour étudier à l'Université Harvard à Cambridge, Massachusetts, aux États-Unis. Là, il étudie la dynamique des fluides et l'océanographie physique, obtenant son doctorat en 1970. Sa thèse porte sur le courant sous-jacent équatorial en tant que composante de la circulation océanique globale. Il effectue ensuite des travaux postdoctoraux au Massachusetts Institute of Technology.

## Carrière
En 1970, Philander rejoint le Laboratoire de dynamique des fluides géophysiques (GFDL) à Princeton, New Jersey, un laboratoire de recherche de la National Oceanic and Atmospheric Administration (NOAA). Il devient océanographe de recherche principal au GFDL en 1978.
En 1990, Philander devient professeur au Département de géosciences de l'Université de Princeton. Il dirige le programme des sciences atmosphériques et océaniques (AOS) de 1990 à 2006 et préside le département des géosciences de 1994 à 2001. En 2005, il reçoit la chaire nommée du professeur Knox Taylor de géosciences. De 2007 à 2010, Philander travaille à la création d'un Centre africain des sciences du climat (ACCESS), le résultat le plus notable étant le « Programme Planète Habitable » (2007-actuel) ; un programme national d’enseignement scientifique dont les objectifs sont le développement de la recherche sur le changement climatique en Afrique,. En 2017, il devient professeur émérite Knox Taylor de géosciences,.

## Recherches
Philander étudie la circulation océanique, identifiant les modèles d'interaction entre l'océan et l'atmosphère qui sont responsables des phénomènes El Niño et La Niña et de l'oscillation australe. Il invente le nom de « La Niña ». Ses travaux sur la paléoclimatologie et son examen des données géologiques montrant les changements climatiques passés contribuent à développer des modèles pour la prévision du temps, des impacts du réchauffement climatique et du changement climatique mondial à l'avenir,,.

## Livres
- El Niño, La Niña and the Southern Oscillation. 289 pages, Academic Press, 1990.
- s the Temperature Rising? The Uncertain Science of Global Warming. 254 pages, Princeton University Press, 1998.
- Our Affair  with  El Niño. How we Transformed an Enchanting Peruvian Current into a Global Climate Hazard. 275 pages, Princeton University Press, 2004.
- Encyclopedia of Global Warming and Climate Change (en tant qu'éditeur). (Vol. 1-3). SAGE Publications, Inc., 2012. https://doi.org/10.4135/9781452218564